# Chiesa di Sant'Angelo in Grotta
La chiesa di Sant'Angelo in Grotta, di proprietà privata, è un piccolo esempio di insediamento rupestre dell'anno 1080 di Nocera Inferiore.

## Collocazione
Si trova alla fine di via Ovidio Forino nella zona chiamata in dialetto Ngopp Sant'Angelo (una diramazione del Casale del Pozzo), all'ingresso di un'ampia grotta che si apre all'interno del Monte Albino, che risulta di proprietà della famiglia Maranca.

## Storia
Sant'Angelo in Grotta (Sant'Angelo ad Cryptam) viene realizzato col titolo di Prioria tra il 1080 e il 1086 da san Pietro Pappacarbone (1038-1122), terzo abate della Badia (dal 12 luglio 1079, alla data della sua morte il 4 marzo 1122), come si evince da un documento dell'archivio.
In realtà già dal 1023 si hanno notizie di Sant'Angelo e della sua grotta maggiore.
Inizialmente fu ospizio del monastero della Trinità di Cava.
Il principe Giordano di Capua e sua moglie Gaitelgrima donarono al monastero della Trinità i vassalli del villaggio vicino, sui quali il Priore di Sant'Angelo in Grotta eserciterà, per alcuni secoli, anche la giurisdizione civile.
Nel 1187 Adamo di Pandolfo dei conti Viscido di Nocera donò il territorio delli Biscidi al Priore di Sant'Angelo in Grotta.
Nel 1507 la grotta e il monastero servirono da rifugio ai monaci della badia quando un tumulto popolare mise a repentaglio la sopravvivenza dell'Abbazia cavense.
Di pertinenza dei monaci di Sant'Angelo, fu la cappella (poi divenuta chiesa) di San Lorenzo, nell'omonimo borgo di Sant'Egidio del Monte Albino, complesso divenuto autonomo intorno al XVII secolo. 
La prioria di Sant'Angelo, fu inoltre chiesa madre di Nocera fino al 1592, quando tale privilegio fu trasferito alla  Chiesa di San Matteo, avendo l'Abbazia cavense ceduto al vescovo di Nocera tale complesso con annesse proprietà.
Alla fine del XIX secolo la struttura risultava appartenente alla famiglia dei Giannelli, pochi anni dopo fu acquisita tramite matrimonio dalla famiglia abruzzese dei Maranca, che ne fece la propria residenza.

## La struttura
L'edificio che ospita la chiesa è a tre navate. Presenta una struttura quadrata con quattro colonne che reggono le arcate a tutto sesto. All'interno del tamburo centrale è visibile un affresco raffigurante la Colomba dello Spirito Santo.
Anticamente l'ingresso era consentito attraverso un portale opposto alla parte absidale.
L'attuale portale d'ingresso alla chiesa, in tufo grigio nocerino, è ricavato da un arco ogivale. Reca lo stemma della famiglia Carafa.
Lo sviluppo planimetrico della chiesetta segue una pianta quasi quadrata, con due piccole navate laterali voltate ed una cupola centrale antistante l'altare a parete.
Addossata alla parete destra era presente, una lastra tombale raffigurante Giovanni de Haya, ciambellano del re Roberto d'Angiò e fratello di Filippo de Haya, abate di Cava dal 1316 al 1331.
Nello spazio adiacente al complesso monastico, adibito a giardino, è presente schermata dalla vegetazione, la grotta che dà il nome alla struttura.

## Curiosità
- Nel 2010 furono aperti dei lavori per costruire un ristorante nell'edificio. Questi lavori furono sospesi per la presenza di opere d'arte nella struttura. I lavori furono poi ripresi con l'intento di preservare suddette opere d'arte, nel 2011 viene inaugurato un ristorante. [4]